# Consejo de Seguridad Nacional de Chile
El Consejo de Seguridad Nacional (también conocido por su acrónimo Cosena) es un organismo chileno que asesora al presidente de la República en materias vinculadas a la seguridad nacional. En principio está regulado en el Capítulo XII de la Constitución Política de la República de Chile, conformado por los artículos 106 y 107.

## Historia

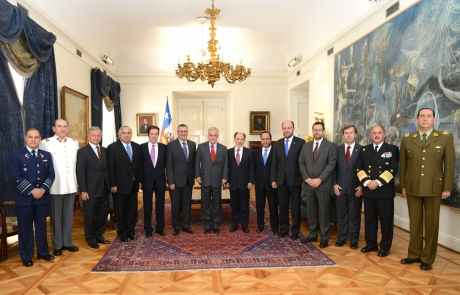
Miembros del Consejo de Seguridad Nacional reunidos el 20 de enero de 2014, encabezados por el presidente Sebastián Piñera.

Creado por la Constitución Política de 1980, el Cosena podía autoconvocarse por dos de sus miembros y tenía atribuciones como «hacer presente, al presidente de la República, al Congreso Nacional o al Tribunal Constitucional, su opinión frente a algún hecho, acto o materia que, a su juicio, atente gravemente en contra las bases de la institucionalidad o pueda comprometer la seguridad nacional», y la designación de tres de los nueve senadores institucionales (de carácter vitalicio) y dos de los siete ministros del Tribunal Constitucional. El jefe del Estado Mayor de la Defensa Nacional actuaba como secretario del Consejo. En la reforma constitucional de 1989 se agregó al contralor general de la República como integrante del Consejo.
Tras el retorno a la democracia, el Cosena fue criticado principalmente por la gobernante Concertación, ya que a juicio de sus personeros sus atribuciones lo hacían «un órgano antidemocrático», ya que bastaba que dos comandantes en jefe de las Fuerzas Armadas acordaran convocarlo y evitaran la autoridad del presidente de la República, pudiendo incluso acusarlo de abandono de deberes al Congreso o al Tribunal Constitucional.
Por otro lado, la opositora Alianza defendía su existencia, garantizando así la participación de las fuerzas armadas en la toma de decisiones clave para la seguridad del país, siendo el Cosena un foro que permite a las Fuerzas Armadas expresar su malestar sobre cuestiones relacionadas con el gobierno, pero sin interferir en política.
En 2005, con las reformas a la Constitución impulsadas por el gobierno de Ricardo Lagos, se convirtió en un organismo meramente asesor, pudiendo ser convocado solo por el presidente y para llegar a acuerdo requiere como cuórum la mayoría absoluta de sus miembros. Desde entonces, ha sido convocado en cuatro ocasiones, una por el propio Lagos, una en cada uno de los dos gobiernos de Sebastián Piñera, y una por Gabriel Boric. Michelle Bachelet no convocó al órgano en ninguno de sus periodos en la Presidencia.
A pesar de dichos cambios, la existencia del Cosena continúa siendo cuestionada; en 2013, Bachelet —entonces candidata presidencial— propuso la supresión del órgano, medida que fue cuestionada desde la oficialista Alianza, sin embargo, no han existido iniciativas de derogación del consejo en los años consecutivos, es más, el proceso constituyente en Chile del año 2015 y el posterior borrador constitucional del segundo gobierno de Michelle Bachelet lo conservaba, pero incluyendo al director de la PDI.

## Composición
El Cosena está integrado por:
- Presidente de la República, quien lo preside;
- Presidente del Senado;
- Presidente de la Cámara de Diputadas y Diputados;
- Presidente de la Corte Suprema;
- Comandante en Jefe del Ejército;
- Comandante en Jefe de la Armada;
- Comandante en Jefe de la Fuerza Aérea;
- General Director de Carabineros;
- y el Contralor General de la República.

En los casos que el presidente de la República lo determine, pueden estar presentes en sus sesiones los siguientes ministros de Estado:
- Interior;
- Defensa Nacional;
- Seguridad Pública;
- Relaciones Exteriores;
- Economía, Fomento y Turismo;
- y Hacienda.

### Miembros actuales
|                                           |
| Gabriel Boric Presidente de la República. |

|                                             |
| Manuel José Ossandón Presidente del Senado. |

|                                                                      |
| José Miguel Castro Presidente de la Cámara de Diputadas y Diputados. |

|                                                |
| Ricardo Blanco Presidente de la Corte Suprema. |

|                                                   |
| Javier Iturriaga Comandante en Jefe del Ejército. |

|                                                   |
| Fernando Cabrera Comandante en Jefe de la Armada. |

|                                                       |
| Hugo Rodríguez Comandante en Jefe de la Fuerza Aérea. |

|                                                |
| Marcelo Araya General Director de Carabineros. |

|                                                   |
| Dorothy Pérez Contralora General de la República. |

## Sesiones

### 1980-2005
| N.º | Fecha                                    | Jefe de Estado          | Motivo |
| --- | ---------------------------------------- | ----------------------- | --- |
| 1°  | Información clasificada c. 1980          | Augusto Pinochet        | Establecimiento (aprobación de la Constitución Política). |
| 2°  | Información clasificada                  | Augusto Pinochet        | Información clasificada (relacionado con las Jornadas de Protesta Nacional). |
| 3   | 10 de mayo de 1988                       | Augusto Pinochet        | Dictación del Reglamento de Organización y Funcionamiento del Cosena. |
| 4°  | Información clasificada c.1989           | Augusto Pinochet        | Elección de miembros del Tribunal Constitucional. |
| 5°  | Información clasificada c. 1989          | Augusto Pinochet        | Elección de miembros del Tribunal Constitucional. |
| 6°  | 19 de diciembre de 1989                  | Augusto Pinochet        | Designación de senadores institucionales para el periodo 1990-1998. |
| 7°  | 7 de agosto de 1990                      | Patricio Aylwin         | Introducción de modificaciones al Reglamento de Organización y Funcionamiento del Cosena. Discusión sobre el proyecto de ley sobre ingreso y salida de tropas hacia y desde el territorio nacional.     |
| 8°  | 27 de marzo de 1991                      | Patricio Aylwin         | Debate sobre las consecuencias del Informe Rettig, en donde se presentó el documento «El Ejército, la verdad y la reconciliación», respuesta del Ejército de Chile al informe.                          |
| 9°  | Información clasificada c.1991           | Patricio Aylwin         | Discusión sobre el proyecto de ley sobre ingreso y salida de tropas hacia y desde el territorio nacional, que se promulgaría como ley N.° 19.067.                                                       |
| 10° | 15 de abril de 1991                      | Patricio Aylwin         | Contenido secreto (materia de seguridad nacional relacionada con el asesinato de Jaime Guzmán). |
| 11° | Información clasificada c. enero de 1993 | Patricio Aylwin         | Acusación constitucional contra el ministro de la Corte Suprema, Hernán Cereceda. Fue convocada por Marcos Aburto, presidente de la Corte Suprema, y Augusto Pinochet, comandante en jefe del Ejército. |
| 12° | Información clasificada c. 1994          | Eduardo Frei Ruiz-Tagle | Debate sobre la sentencia arbitral respecto de la disputa de la laguna del Desierto. |
| 13° | Información clasificada c. 1994          | Eduardo Frei Ruiz-Tagle | Debate sobre la sentencia arbitral respecto de la disputa de la laguna del Desierto. |
| 14° | Información clasificada                  | Eduardo Frei Ruiz-Tagle | Información clasificada (materia de seguridad nacional). |
| 15° | Información clasificada                  | Eduardo Frei Ruiz-Tagle | Elección de miembros del Tribunal Constitucional. |
| 16° | 23 de diciembre de 1997                  | Eduardo Frei Ruiz-Tagle | Designación de senadores institucionales para el periodo 1998-2006. |
| 17° | 11 de noviembre de 1998                  | Eduardo Frei Ruiz-Tagle | Arresto de Augusto Pinochet en Londres. |
| 18° | 26 de noviembre de 1998                  | Eduardo Frei Ruiz-Tagle | Arresto de Augusto Pinochet en Londres. |
| 19° | 11 de diciembre de 1998                  | Eduardo Frei Ruiz-Tagle | Arresto de Augusto Pinochet en Londres. |
| 20° | 26 de marzo de 1999                      | Eduardo Frei Ruiz-Tagle | Arresto de Augusto Pinochet en Londres. |
| 21° | 2 de enero de 2001                       | Ricardo Lagos           | Discusión sobre la unidad y reconciliación del país, en el marco del inicio de un proceso judicial en Chile contra Augusto Pinochet.                                                                    |
| 22° | Información clasificada                  | Ricardo Lagos           | Elección de miembros del Tribunal Constitucional. |
| 23° | Información clasificada                  | Ricardo Lagos           | Elección de miembros del Tribunal Constitucional. |
| 24° | Información clasificada                  | Ricardo Lagos           | Elección de miembros del Tribunal Constitucional. |

### 2005-actualidad
Desde que fue aprobada su nueva institucionalidad tras las reformas constitucionales de 2005, el Cosena ha sido convocado sólo en cuatro ocasiones:
| Fecha                  | Presidente       | Motivo |
| ---------------------- | ---------------- | --- |
| 7 de noviembre de 2005 | Ricardo Lagos    | Reunión programada para analizar la nueva institucionalidad del Cosena. También se trató la promulgación de una ley en Perú que ponía en duda los límites marítimos con Chile.                                      |
| 20 de enero de 2014    | Sebastián Piñera | Reunión programada en vísperas de que se diera a conocer el fallo de la Corte Internacional de Justicia sobre el diferendo marítimo con Perú, que se comunicó el día 27 de enero.                                   |
| 7 de noviembre de 2019 | Sebastián Piñera | Reunión convocada para analizar sobre la situación del país, en particular respecto de los episodios de alteración del orden público a raíz de las masivas protestas de octubre de ese año.                         |
| 5 de febrero de 2024   | Gabriel Boric    | Reunión convocada con el fin de abordar un proyecto de ley sobre protección a infraestructura crítica, así como la situación por crisis de seguridad en el país (aumento de delitos violentos y crimen organizado). |